# Fujio Noguchi
Pour les articles homonymes, voir Noguchi.
Fujio Noguchi (野口 富士男, 4 juillet 1911 - 22 novembre 1993) est le nom de plume d'un romancier japonais de l'ère Shōwa surtout connu pour ses biographies et ouvrages d'histoire littéraire. Son véritable nom est Fujio Hirai.  

## Biographie
Né dans le quartier Kōjimachi de l'arrondissement de Chiyoda, à Tokyo, Noguchi étudie à l'université Keiō. Sa première œuvre publiée est un roman sur le pathos dans la vie des gens ordinaires, Kaze no keifu (« Généalogie du vent », 1940).
Dans la période d'après Seconde Guerre mondiale, il se tourne vers les biographies  et les ouvrages d'histoire de la littérature, avec Tokuda Shusei den (« Biographie de Shūsei Tokuda », 1965) consacré au célèbre écrivain. Vient ensuite Kurai yoru no watashi (« Moi-même sur une nuit obscure », 1969), qui décrit le monde littéraire au Japon au cours des années 1920 et 1930. Sa biographie de Kafū Nagai Waga Kafu (« Mon Kafu », 1969), est honorée du prix Yomiuri. En 1981, il est lauréat du prix de l'Académie japonaise des arts, et publie en 1966 Kanshokuteki Shōwa bundan shi (« Histoire impressionniste de la littérature Shōwa »).

## Prix et distinctions
- 1975 : prix Yomiuri (catégorie : « Essais et récits de voyage ») pour Wa ga Kafū (わが荷風).
- 1978 : prix Yomiuri (catégorie : « Roman ») pour Kakute arikeri　(かくてありけり).
- 1980 : prix Kawabata pour Naginoha-kō (なぎの葉考).
- 1982 : prix de l'Académie japonaise des arts.
- 1986 : prix Kan-Kikuchi pour Kanshokuteki-Shōwa-bundanshi (感触的昭和文壇史).

## Source de la traduction
- (en) Cet article est partiellement ou en totalité issu de l’article de Wikipédia en anglais intitulé « Fujio Noguchi » (voir la liste des auteurs).
- Notices d'autorité :   - VIAF
  - ISNI
  - IdRef
  - LCCN
  - GND
  - Japon
  - CiNii
  - WorldCat